# Médie
Médie (staropersky 𐎶𐎠𐎭, Máda, starořecky Μηδία, Média, akkadsky Mádája) je historická země na severozápadě dnešního Íránu, jež byla ve starověku obývána íránským etnikem Médů, kteří založili Médskou říši. Médská říše na svém vrcholu zahrnovala území od Černého moře po dnešní Afghánistán, později však byla ovládnuta jiným íránským etnikem – Peršany a jejich králem Kýrem II.
Médie a Médové představují v historickém bádání určitý problém: neexistují žádné zdroje médského původu, samotná médština je známa jen z místních a osobních jmen a výpujček do jiných jazyků. Cizí zdroje jako asyrské, babylónské a perské jsou strohé, řecké zdroje nespolehlivé a archeologické doklady nejasné.

## Název
Původ názvu Médie není jasný, o jeho výklad se však pokusil orientalista Wojciech Skalmowski. Podle jeho názoru staroperské Máda vychází z praindoevropského *med(h) „střední, položený ve středu“, přičemž praíránskou podobou téhož slova by bylo *maidija. Starověcí autoři také vytvořili lidové etymologie jména Médie a Médů. Flavius Iosephus odvozuje původ Médů od biblického Madaie, syna Jefetova, ale zároveň říká, že Médové se sami nazývali Árjové a teprve po usídlení v oblasti Íránu přijali jméno Médové. Podle Hérodota jméno dostali podle Médei, známé z řeckých bájí, jež pomohla Jásónovi a jeho Argonautům získat Zlaté rouno.

## Geografie
Médie před vznikem Médské říše zahrnovala především nížiny okolo Ektaban, dnešního Hamadánu, s výjimkou jihozápadu kde zahrnovala i údolí v pohoří Zagros až po horu Garrin, kde sousedila s královstvím Ellipi, obývaným přibuznými Elamitů. Na východě a jihovýchodě Médie sousedila s pouští Dašt-e Kavír. Nejistá je identifikace médské země Patušarra, podle jednoho z výkladů ležela pod Damávandem, v blízkosti dnešního Teheránu, a tvořila tak severovýchodní hranici Médie, podle jiného však tato země ležela v pohoří Alvand, nedaleko Hamadánu. Médii lze také vymezit na západě Asýrií, na jihu Elamem a Persidou, na východě Parthií oddělenou Kaspickou branou a na severu Arménii oddělou pohořím Elburz.
Přes oblast vedla významná stezka spojující Mezopotámii a Středomoří s východním Íránem a Čínou, ve středověku pak Hedvábná stezka. Další významná cesta vedla z Ektaban do hlavních měst Persie: Persepole a Pasargad. Kromě kontroly dálkového obchodu byla Médie významná i svým zemědělstvím, známá byla svým pěstováním tolice – pícniny latinsky nazývané medicago, a chovem ovcí, koz a nisejských koní.
Severní Médie byla od roku 323 př. n. l. známa jako Médie Atropatené či jen Atropatené, zatímco zbytek území byl označován jako Velká Médie.

## Dějiny

### Počátky Médů

Časová osa éry před-achaimenovské doby

Území západního Íránu bylo osídleno médskými kmeny na konci 2. tisíciletí př. n. l. Do té doby se v této oblasti nacházelo mnoho drobných knížectví různých etnik, především Gutejců, Lullubiů, Kassitů a Churritů. První historické prameny o Médech pochází z 9. století př. n. l. a to z Asyrské říše, jež vedla do této oblasti mnoho vojenských tažení a jíž museli médské kmeny platit tribut. Poprvé jsou zmiňováni roku  836 př. n. l., za vlády krále Salmanassara III., přičemž o století později je zmiňován i jejich první vládce Dajukku (Deiokés). Asyrský král Sargon II. (722–705 př. n. l.) dokonce zahrnul část západní Médie pod přímou správu své říše, během války s Babylónii, již vedl on a později i jeho syn Sinacherib, však počala asyrská moc v regionu upadat. Část náčelníků médských kmenů sice v asyrských králech hledala své spojence pro boje o moc v rámci Médie a jejího okolí, jiní náčelníci se však naopak snažili asyrského vlivu zbavit, v čemž se jimi stalo spojencem například království Manna ležící u Urmijského jezera, dosavadní spojenec Asyřanů, nebo Kimmeriové a Skytové útočících na Asýrii ze severu. To vedlo až úspěšnému povstání Médů okolo roku 672 př. n. l., jemuž následovala jejich nezávislost a ovládnutí většiny západního Íránu.
Hérodotos vyjmenovává ve svých Dějinách šest médských kmenů – Búsy, Paretakenie, Struchaty, Arizanty, Búdie a Mágy. Hérodotos se taktéž zmiňuje o tom, že Médové měli stejný oděv jako Peršané a že i v jiných ohledech se jim velmi podobali.

### Médská říše
V druhé polovině 7. století př. n. l. se vládci Médů z rodu Deiokovců osamostatnili. Za zakladatele médské říše lze pravděpodobně pokládat již krále Fraorta, ale teprve za jeho syna Kyaxara II. se země stala velmocí, jejíž vliv sahal daleko za hranice vlastní Médie. Podle Hérodota předcházela nástupu Kyaxara na trůn skythská invaze a nadvláda Skythů v regionu prý trvala 25 let.
Roku 612 př. n. l. vyvrátil Kyaxarés Urartu a ve spojení s babylonským králem Nabopalassarem z chaldejské dynastie se mu podařilo dobýt hlavní město asyrské říše – Ninive. Od té chvíle ovládali Médové většinu Íránu, Asýrii, severní Mezopotámii, Arménii a Kappadokii. Po útoku na Lýdii a po bitvě u řeky Halys roku 585 př. n. l. králové Kilikie a Babylónu zasáhli a sjednali mezi válčícími stranami mír. Babylonský panovník Nabukadnezar II. se oženil s Kyaxarovou dcerou, a až do vzestupu Peršanů trvala v regionu rovnováha sil.
V roce 553 př. n. l. povstal médský vazal Kýros II., král Persidy z rodu Achaimenovců, proti svému dědovi, Kyaxarovu synu Astyagovi, panujícímu od roku 585 př. n. l. Rozhodujícího vítězství nad Médy dosáhli Peršané roku 550/549 př. n. l., kdy Astyaga zajali vlastní lidé a předali ho Kýrovi.

### Perská nadvláda

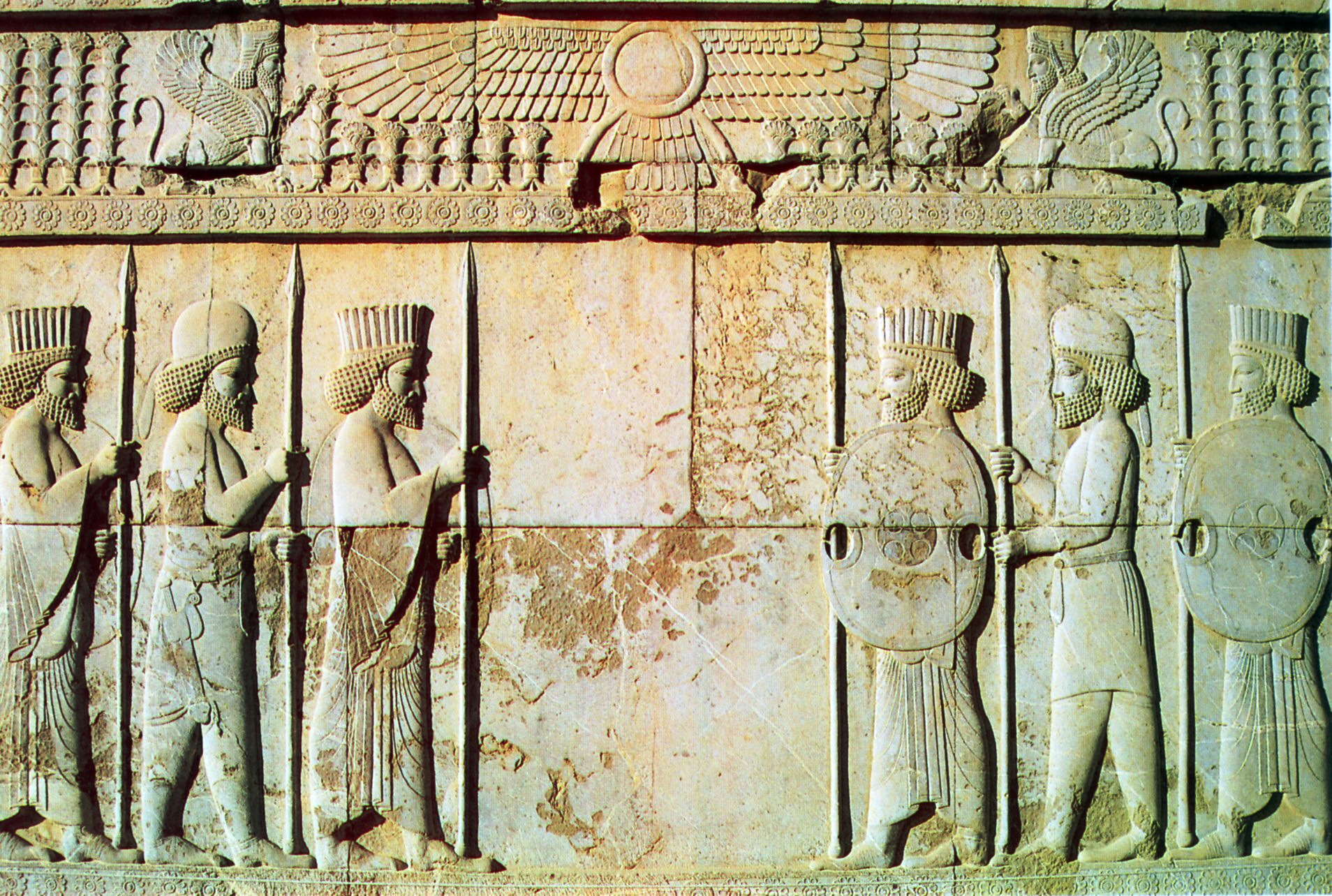
Médští a perští bojovníci v tradičních oděvech na reliéfu z Persepole (Médové s kulatými čepicemi), 5. století př. n. l.

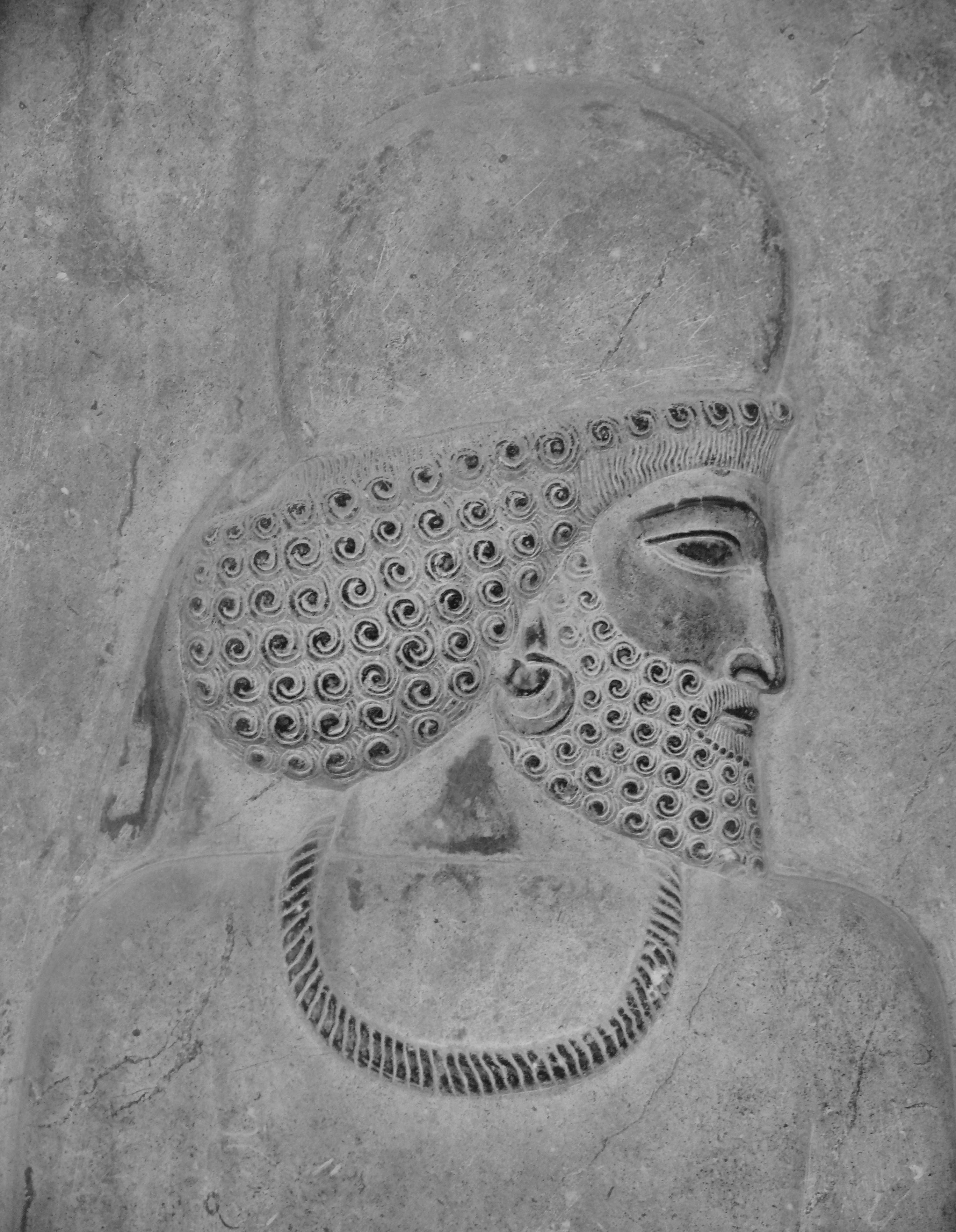
Médský muž v Persepoli

V říši Achaimenovců zastávali Médové díky svému příbuzenství s Peršany prominentní postavení – stáli vždy po boku Peršanů, jejich dvorní obyčeje Peršané přijali za své a mnoho Médů se stalo vysokými úředníky, satrapy či vojevůdci. Přesto však několikrát došlo v zemi k povstáním (nejvýznamnější bylo Fravartišovo z roku 522 př. n. l.). Během perské nadvlády tvořila Médie tzv. velkou satrapii, k níž patřily i Arménie, Parthie a Chorazmie – hlavním městem byly Ekbatany, dnešní Hamadán.

### Pod Seleukovci a Arsakovci

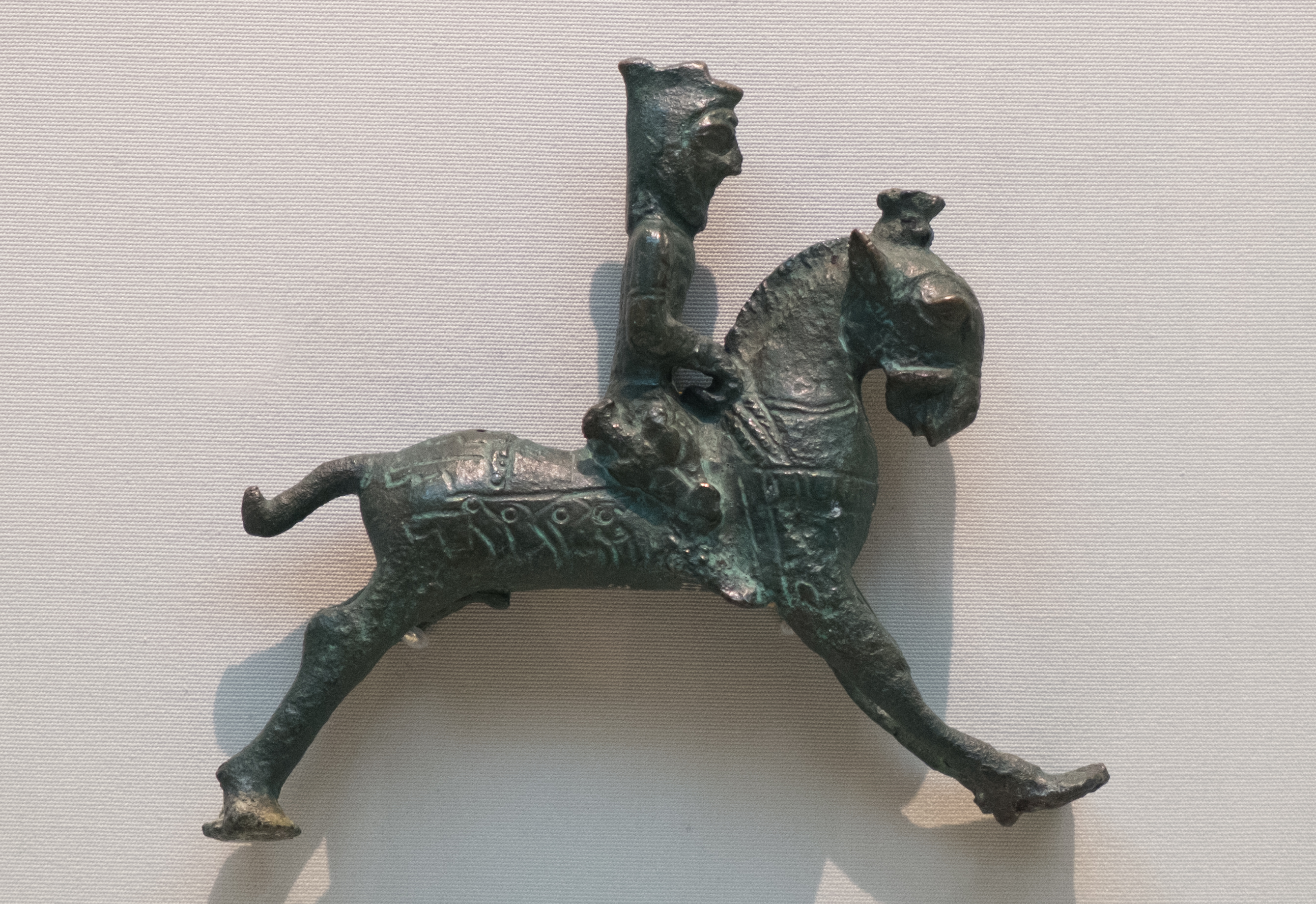
Jezdec v „médském oděvu“, achaimenovské umění, Britské muzeum

Další osudy Médie ve starověku byly totožné s osudy ostatních zemí v oblasti – po dobyvateli Persie, Alexandru Velikém, zde vládli makedonští Seleukovci, vystřídaní v polovině 2. století př. n. l. Parthy v čele s králem Mithradatem I. O tři sta let později, kolem roku 220 n. l., pak Médii ovládl zakladatel novoperské říše Ardašír z rodu Sásánovců – v držení jeho potomků země zůstala až do arabských výbojů v 7. století n. l.

### Otázka původu Kurdů
Ruský lingvista Vladimir Minorskij naznačil možnost, že Kurdové, obývající území starověkých Médů, mohou být jejich potomky. To se setkalo s kladným ohlasem mezi kurdskými nacionalisty. Toto spojení však bylo odmítnuto pozdějšími lingvistickými výzkumy, Gernot Windfuhr se domnívá že kurdština má blíže parthštině než médštině, David Neil MacKenzie ji zase považuji za bližší perštině.

## Médští králové
- Deiokés (Dajukku) 728–715/714 př. n. l.
- Kyaxarés (Uvachštra)[13] 715/714–675 př. n. l.
- Fraortés (Fravartiš) 675–653 př. n. l.
- Madios (skythský vládce) 653–625 př. n. l.
- Kyaxarés II. (Uvachštra) 625–585 př. n. l.
- Astyagés (Ištumegu) 585–550/549 př. n. l.

## Náboženství
Informace o náboženství Médů jsou velmi sporé, přičemž mezi ně patří Hérodotovo dílo a několik osobních jmen. Kromě toho byly v Tepe Nush-i Jan šedesát kilometrů jižně od Hamadánu odhaleny zbytky budovy z doby kolem roku 750 př. n. l., která je interpretována jako chrám íránského ohňového kultu. Osobní jména napovídají, že v médském náboženství byla známa idea odpovídající avestánskému aša „pravdivosti“ a božstvo odpovídající Ahura Mazdovi. Hérodotos zmiňuje médský kmen Magoi, jehož příslušníci sloužili u dvora jako poradci, vykladači snů a věštci. Ačkoliv tito „mágové“ byli klasickými autory interpretováni jako zarathuštričtí kněží, s tímto náboženstvím pravděpodobně neměli nic společného, a ač Médové vyznávali náboženství, jež mělo se zarathuštrismem společné kořeny, sami Zarathuštrovým učením ovlivněni nebyli.